# القلاع التاريخية في المدينة المنورة
تزخر المدينة المنورة بالعديد من المباني التراثية التاريخية ذات الأثر التاريخي والإسلامي ومن هذه المباني هي القلاع العسكرية التاريخية والتي تزخر بها المدينة المنورة بكثرة فبعضها أُنشئ في العهد النبوي وبعضها في العصور الإسلامية الأخرى حتى العصر العثماني. وسنورد تباعاً بعض هذه القلاع.

## القلاع العسكرية في المدينة
ذكر الباحث في المعالم التاريخية للمدينة المنورة عبد الله مصطفى الشنقيطي أن معظم القلاع الأثرية في المدينة هي قلاع عسكرية بُنيت أواخر العهد العثماني، وأشار إلى أن مِن هذه القلاع ما أزيل حديثاً في التوسعات العمرانية التي شهدتها المدينة.
وذكر أن العثمانيين أحاطوا المدينة بسور منيع لم ترى المدينة مثله من قبل. بناه السلطان سليمان ابن السلطان سليم الأول بين عامي 939 و 946 للهجرة، ثم توالى عليه التجديد والتمتين من السلاطين الذين جاءوا بعده مثل السلطان محمد خان بن السلطان إبراهيم خان عام 1078 والسلطان محمود خان 1162 وغيرهما من سلاطين آل عثمان، وكان القصد من بناء ذلك السور هو صدّ هجمات المغيرين على أهل المدينة، وضبط الحالة الأمنية داخل المدينة، وكان ارتفاع السور يبلغ حوالي 25 متراً وفيه ما يقرب من 40 برجاً تشرف على نواحي المدينة من كل جهاتها، وكان يوجد سور أخر وراء هذا السور ولكنه أقل ارتفاعاً ومنعة منه. وذكر الشنقيطي أن جميع هذه الأسوار والأبراج قد أزيلت ولم يبق لها أثر، وآخر ما أزيل منها باب المصري. وذكر القلاع المشهورة في المدينة المنورة، وهي:

## قلعة قباءوالعيونوأحد والعقيق

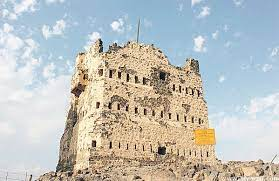
قلعة قباء بين الماضي

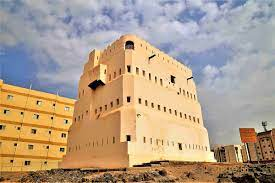
قلعة قباء حالياً

قلعة قباء بناها بصري باشا محافظ المدينة وقائد عساكرها المرابطة فيها عند بداية الحرب العالمية الأولى، كما بنى معها ثلاث قلاع أخرى صغيرة، إحداها تقع في منطقة العيون شمال المدينة المنورة، والأخرى على طرف جبل أحد الغربي، أما الثالثة فهي على طريق عروة عند هبوط الطريق من الحرة الغربية إلى وادي العقيق، وقد أزيلت هذه الأخيرة عند توسعة الطريق قبل سنوات قليلة. ويقول الشنقيطي: رأيت لوحة بجانب قلعة قباء تشير إلى أن من بناها هو القائد العسكري فخري باشا، ولكني أرى أن فخري قد جاء متأخرًا لتسلّم القيادة العسكرية في المدينة ولذلك لم يكن الوقت يَسَعه لبناء تلك القلاع لشدة الحصار وانعدام الإمدادات والفترة القصيرة التي قضاها محاصرًا في المدينة وهي حوالي ثلاث سنوات.

## قلاع جبل سَلع
أم القلاع متناثرة صغيرة على قمة جبل سلع، ويُذكر أنه قد أنشأ بعضها عثمان باشا فريد الذي أصبح قائداً لحامية المدينة عام 1324هـ بعد الشغب الذي أثاره أهل المدينة على محافظها علي باشا مرمحين. وقد وضع على قمة سلع مدفع رمضان الذي صار من التقاليد التي تؤذِن بدخول شهر رمضان وخروجه ومواعيد الإفطار والسحور حتى عهد قريب. كما يُذكر أن قائد حامية المدينة بصري باشا أنشأ بعض تلك القلاع ووضع فيها المدفع الجبلي المشهور «صرهيد» الذي كان يسمع دويّه المحاصرون للمدينة في «الفريش» على بعد أكثر من 40 كم.

## قلعة عروة
أما القلعة التي تقع قرب بئر عروة على ضفاف وادي العقيق، فيذكر الشنقيطي أنها قلعة سلطانية بناها المحافظ عثمان باشا فريد، وقد أحاطتها هيئة السياحة والآثار بسياج لمنع التعدي عليها. ويذكر أن هذا المحافظ أيضاً كان قد غرس شجرتين ضخمتين، ليستا من شجر الحجاز في المناخة، يعرفهما كافة أهل المدينة المنورة إلى أن أزيلتا في التوسعات الكبرى التي حدثت في الطفرة النفطية الأولى في أواخر التسعينيات الهجرية.